# Ligusticum yunnanense
Ligusticum yunnanense är en flockblommig växtart som beskrevs av F.T.Pu. Ligusticum yunnanense ingår i släktet strandlokor, och familjen flockblommiga växter. Inga underarter finns listade i Catalogue of Life.